# ياسوهيكو أوكوديرا
ياسوهيكو أوكوديرا (奥 寺 康 彦) ولد 12 مارس 1952. هو لاعب كرة قدم ياباني سابق.يعد أوكوديرا أول لاعب كرة قدم ياباني يوقع مع نادي أوروبي.
| منتخب اليابان لكرة القدم | منتخب اليابان لكرة القدم | منتخب اليابان لكرة القدم |
| السنة                    | المشاركة                 | الأهداف                  |
| ------------------------ | ------------------------ | ------------------------ |
| 1972                     | 6                        | 1                        |
| 1973                     | 0                        | 0                        |
| 1974                     | 0                        | 0                        |
| 1975                     | 5                        | 0                        |
| 1976                     | 8                        | 7                        |
| 1977                     | 4                        | 0                        |
| 1978                     | 0                        | 0                        |
| 1979                     | 0                        | 0                        |
| 1980                     | 0                        | 0                        |
| 1981                     | 0                        | 0                        |
| 1982                     | 0                        | 0                        |
| 1983                     | 0                        | 0                        |
| 1984                     | 0                        | 0                        |
| 1985                     | 0                        | 0                        |
| 1986                     | 4                        | 0                        |
| 1987                     | 5                        | 1                        |
| Total                    | 32                       | 9                        |

## مسيرته الكروية
لعب ياسوهيكو أوكوديرا خلال مسيرته الاحترافية مع 4 أندية في عشرون موسمًا وسجل خلالها 73 هدفًا ضمن 402 مباراة. حيث فاز في موسمين بالكأس وفي موسمين بالدوري.
خاض ياسوهيكو أوكوديرا مسيرته مع نادي جيف يونايتد تشيبا في موسم 1970 في المرة الأولى ليلعب معه ثمانية مواسم ثم في موسم 1986–87 ولمدة موسمين، مشاركًا طوالها في 143 مباراة سجل خلالها 39 هدفًا. ثم انتقل إلى نادي كولن في موسم 1977–78 ليلعب معه أربعة مواسم، حيث شارك في 75 مباراة سجل خلالها 15 هدفًا. لينتقل بعدها إلى SG Gesundbrunnen Berlin ‏ في موسم 1980–81 لمدة موسم واحد، مشاركًا في 25 مباراة سجل خلالها 8 أهداف. ثم انتقل إلى نادي فيردر بريمن في موسم 1981–82 ليلعب معه خمسة مواسم، مشاركًا في 159 مباراة سجل خلالها 11 هدفًا.

## روابط خارجية
- ياسوهيكو أوكوديرا على موقع قاعدة بيانات كرة القدم.إي يو (الإنجليزية)
- ياسوهيكو أوكوديرا على موقع بيانات كرة القدم. دي إي (الألمانية)
- ياسوهيكو أوكوديرا على موقع ناشيونال فوتبول تيمز (الإنجليزية)
- ياسوهيكو أوكوديرا على موقع Soccerway.com (الإنجليزية)
- ياسوهيكو أوكوديرا على موقع عالم كرة القدم.نت (الإنجليزية)

1. ↑  "Argyle appoint Japanese president". BBC. 20 يونيو 2008. مؤرشف من الأصل في 2008-10-19. اطلع عليه بتاريخ 2008-06-24.
2. ↑  "ياسوهيكو أوكوديرا". فرق كرة القدم الوطنية. Benjamin Strack-Zimmerman. اطلع عليه بتاريخ 2020-06-26.